# Пешачење
Пешачење је први и основни вид копненог саобраћаја, који постоји од када и човек. Заснива се на коришћењу искључиве снаге људских мишића, како за прост транспорт са једном на друго место, тако и за пренос робе из једне у другу тачку. Све до појаве првих возила био је једини вид транспорта.
Само кретање човека може се поделити на: ходање, трчање и пливање.